# Złotonosza
Złotonosza (ukr.  Золотоноша, Zołotonosza) – miasto na Ukrainie w obwodzie czerkaskim, stolica rejonu.

## Historia
Najstarsza wzmianka o miejscowości pochodzi z ok. 1576 roku. W 1635 Złotonosza otrzymała prawa miejskie na prawie magdeburskim. Przynależała administracyjnie wówczas do województwa kijowskiego prowincji małopolskiej Korony Królestwa Polskiego, była posiadłością Jeremiego Wiśniowieckiego. Od 1649 na terenie autonomicznego Hetmanatu, w ramach Rzeczypospolitej. W 1667 po rozejmie andruszowskim wraz z Ukrainą Lewobrzeżną włączona do Carstwa Rosyjskiego w ramach Hetmanatu, co zostało potwierdzone traktatem Grzymułtowskiego w 1686. Po likwidacji Hetmanatu ostatecznie w ramach guberni połtawskiej Imperium Rosyjskiego. W latach 1918–1919 na terytorium Ukraińskiej Republiki Ludowej, później Hetmanatu i ponownie Ukraińskiej Republiki Ludowej. Od 1919 na terytorium Ukraińskiej SRR, od 1922 w składzie ZSRR, okupowana przez III Rzeszę w latach 1941–1944.
Podczas okupacji hitlerowskiej, we wrześniu 1941 roku Niemcy utworzyli getto dla żydowskich mieszkańców. Przebywało w nim około 3500 osób. W czerwcu 1942 roku Niemcy zlikwidowali getto, a Żydów zamordowali poza miastem. Sprawcami zbrodni byli policjanci z 303 batalionu policji, Sonderkommando 4a, Sonderkommando „Plath” oraz ukraińska policja dowodzona przez Władimira Iwanowicza Kalanczuka. 
W 1919 roku zaczęto wydawać gazetę.
W 1989 liczyło 30 715 mieszkańców
Od 1991 w składzie niepodległej Ukrainy.
W 2013 liczyło 28 371 mieszkańców.

## Zabytki
- Siedziba administracji rejonowej z 1902 r.
- Dawne gimnazjum żeńskie z 1902 r.
- Dawna apteka Werbyckiego z 1906 r.
- Dawne gimnazjum męskie z 1910 r.
- Cerkiew Uspienska z lat 1909–1910
- Gmach teatru z 1910 r., współcześnie rejonowy dom kultury

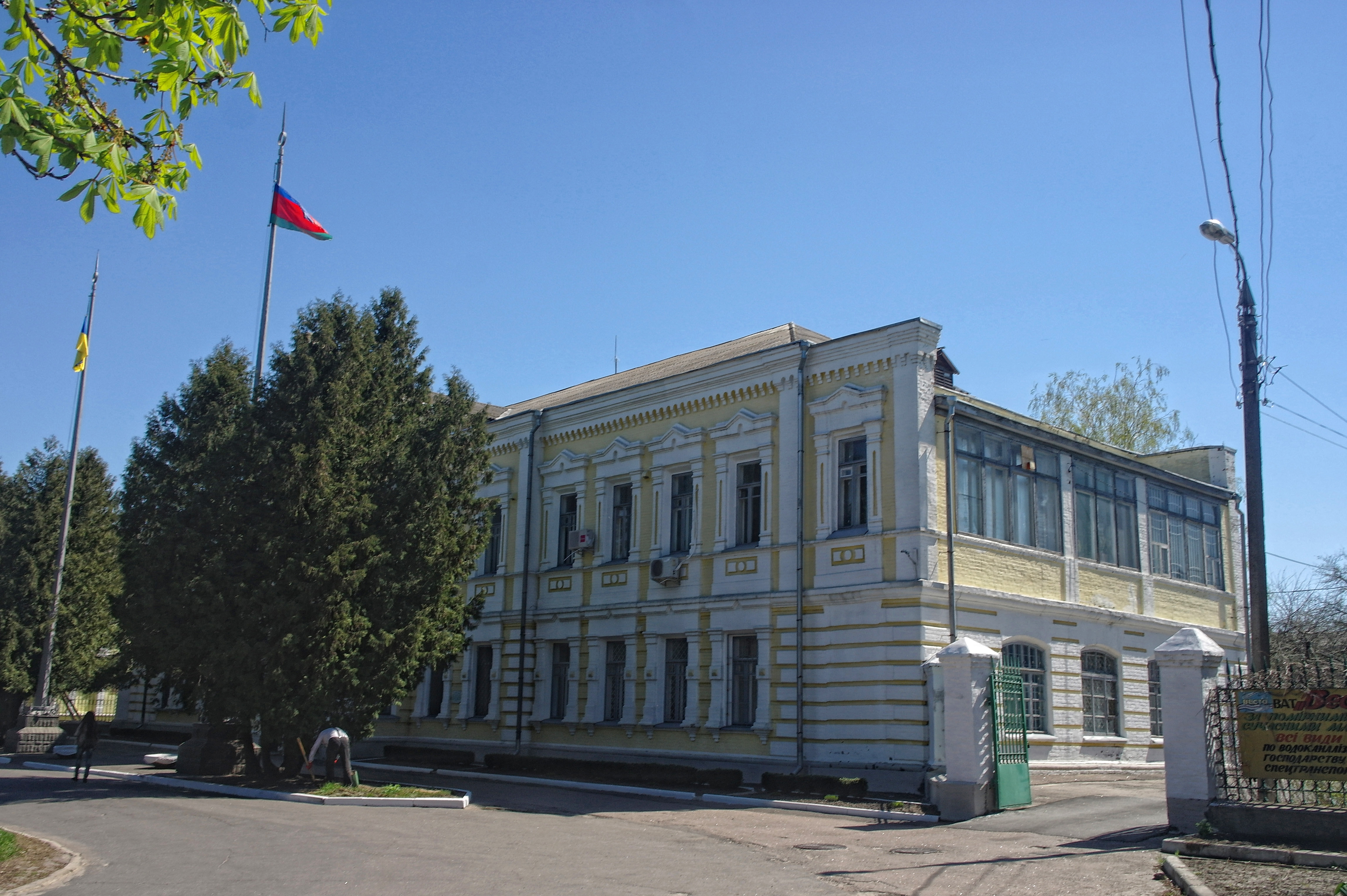
Siedziba administracji rejonowej
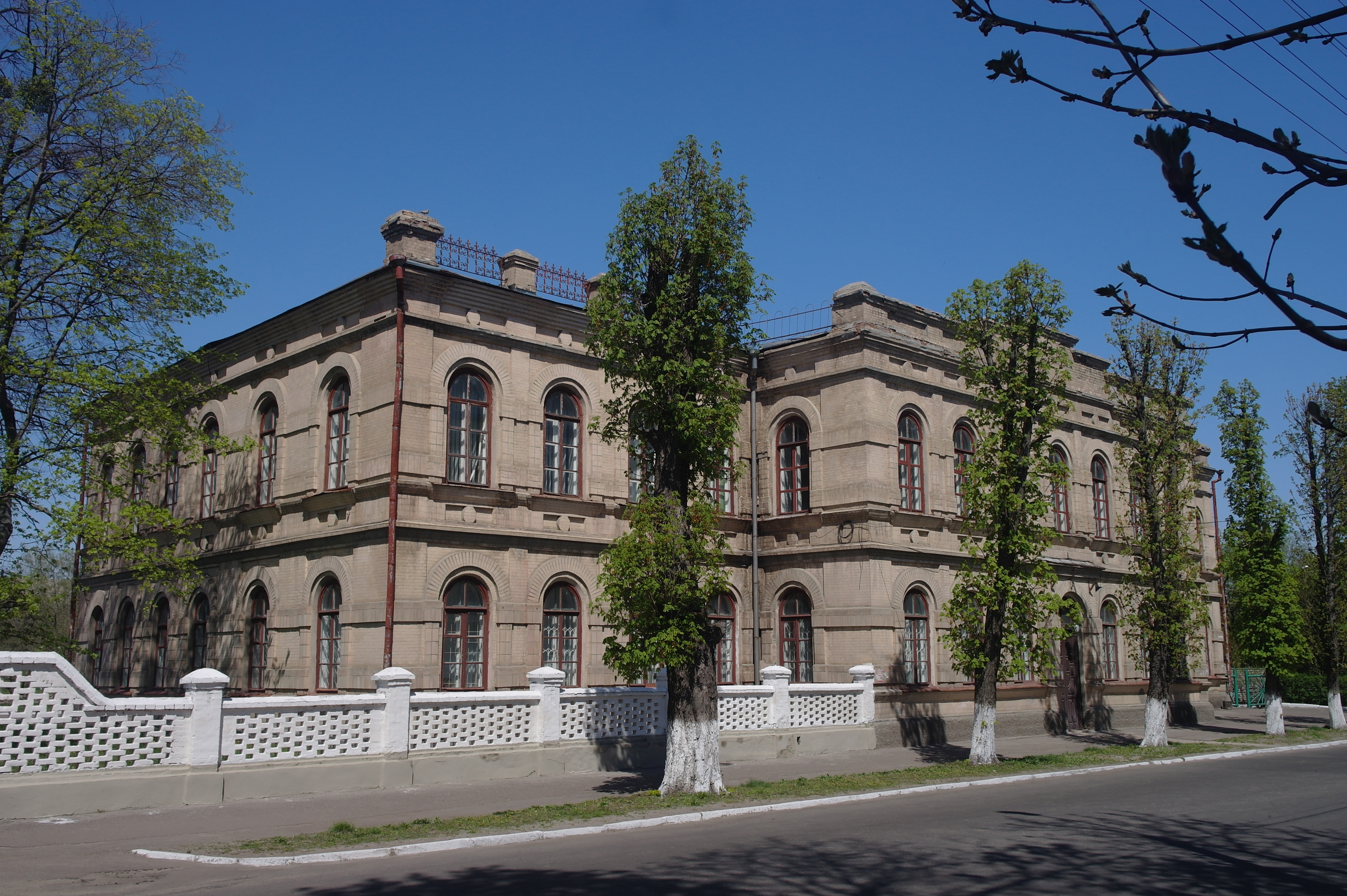
Dawne gimnazjum żeńskie
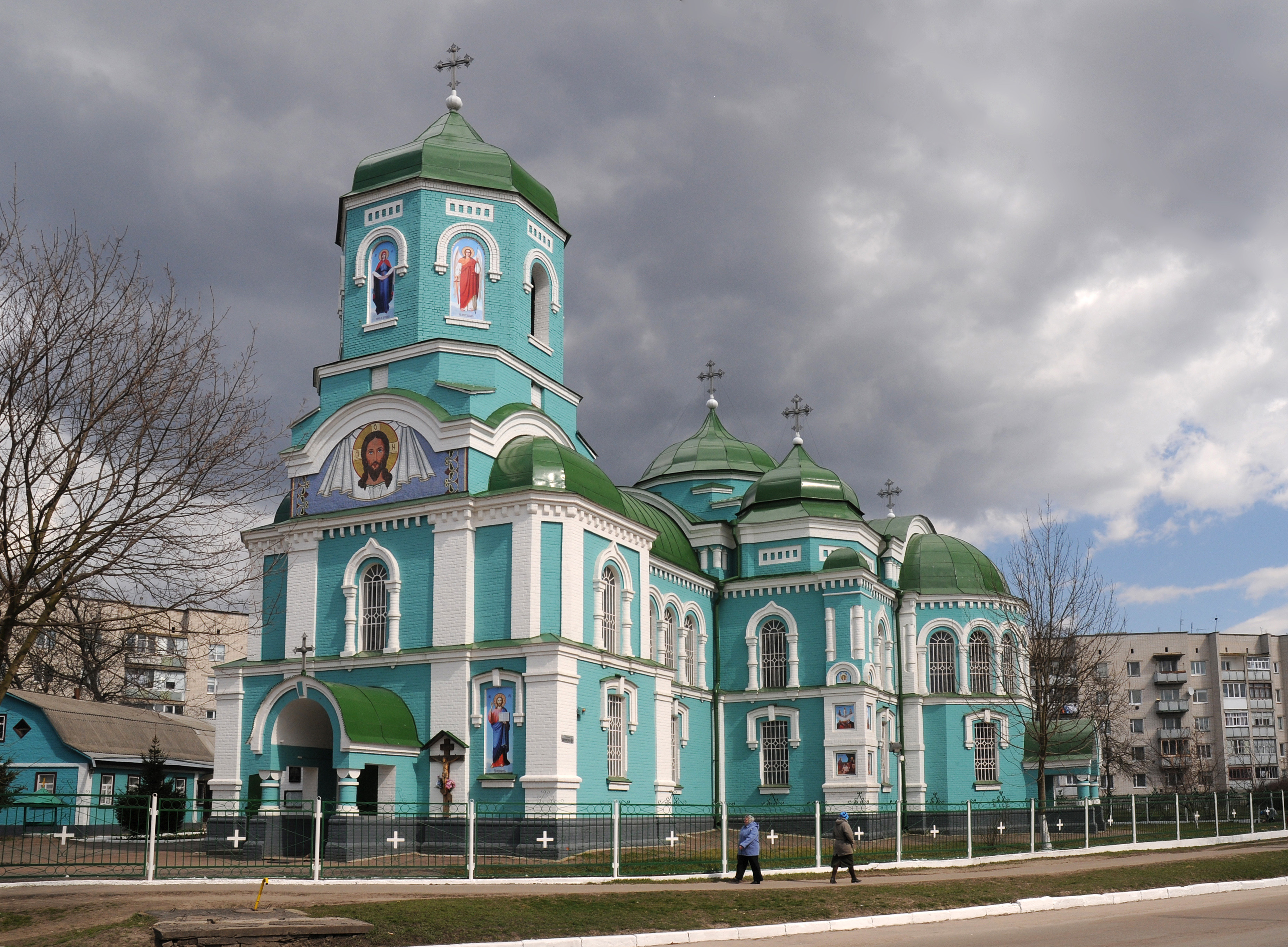
Cerkiew Uspienska

## Urodzeni w Złotonoszy
- Aleksander Danielak – polski dowódca wojskowy, pułkownik nawigator Wojska Polskiego
- Robert Kunicki – dowódca Żandarmerii Polowej przy Komendzie Legionów Polskich